# Elymana pallidipennis
Elymana pallidipennis är en insektsart som beskrevs av Lindberg 1929. Elymana pallidipennis ingår i släktet Elymana och familjen dvärgstritar. Inga underarter finns listade i Catalogue of Life.